# نظام جدارة (السعودية)
جدارة هي منظومة توظيف إلكترونية مجانية تابعة لوزارة الخدمة المدنية في المملكة العربية السعودية. تمكن المواطنين طالبي العمل من تقديم طلبات التوظيف في الجهات الحكومية المتوافقة مع مؤهلاتهم وتخصصاتهم. ويتم ذلك من خلال تسجيل بياناتهم الشخصية ومؤهلاتهم، وخبراتهم العملية، مع إرفاق الوثائق اللازمة إلكترونيا، لتمر بمراحل التدقيق والمطابقة والترشيح الآلي بمدة أقصاها 7 أيام. وصل عدد المسجلين في نظام جدارة إلى 1,143,510 مستخدم في عام 2017م.
وفي أكتوبر 2022م  أعلنت وزارة الموارد البشرية والتنمية الاجتماعية الانتقال إلى المنصة الوطنية الموحدة للتوظيف (جدارات) بدلاً من جدارة.

## آلية استخدام نظام جدارة
- التسجيل في الخدمة بإنشاء حساب خاص بالمستخدم
- تسجيل بيانات السيرة الذاتية
- إدخال بيانات المؤهلات العلمية
- الإطلاع على الإعلانات والوظائف والتقديم عليها
- الإطلاع على نتائج الترشيح[4]

## الترشيح
يتم التوظيف في نظام جدارة بحسب ظروف العرض والطلب وفق ثلاث حالات تتضمن التوظيف المباشر في حال كان يزيد عدد المتقدمين أو المتقدمات على الوظائف المعلنة، والمفاضلة للوظائف التي عددها يقل عن عدد المتقدمين والمتقدمات، والمسابقات الوظيفية للوظائف التي تتطلب قياس معارف وقدرات ومهارات يتم اكتسابها بواسطة الخبرة العملية بالإضافة للدرجة العلمية من خلال الامتحانات النظرية والعملية.

## الوظائف
يختص نظام جدارة باستقبال طلبات وظائف الجهات الحكومية وتشمل:
- الوظائف المشمولة بسلم رواتب الوظائف التعليمية
- الوظائف المشمولة بسلم رواتب الوظائف الصحية.
- الوظائف المشمولة بسلم رواتب الموظفين العام من المرتبة الأولى حتى المرتبة العاشرة.